# Adrian Sobczyński
Adrian Sobczyński (ur. 9 września 1977 roku w Krośnie Odrzańskim) – były polski piłkarz, grający niegdyś na pozycji pomocnika; aktualnie trener Polonii Iłża.
Adrian Sobczyński jest wychowankiem Staru Starachowice. W swojej karierze występował w Granacie Skarżysko-Kamienna, GKS-ie Bełchatów, w którym zaliczył 26 spotkań i 2 bramki na poziomie Ekstraklasy, następnie w WKP Włocławek, KSZO Ostrowiec Świętokrzyski, Stali Stalowa Wola, Stasiaku Opoczno, HEKO Czermno, Ruchu Chorzów, Pogoni Szczecin, w amerykańskim zespole Polonii Nowy Jork SC. Po powrocie do Polski występował jeszcze w Orliczu Suchedniów oraz Kamiennej Brody, gdzie rozpoczął karierę szkoleniową. Obecnie pełni rolę trenera Polonii Iłża.

## Kariera piłkarska

### Star Starachowice (-1996)
Adrian Sobczyński jest wychowankiem Staru Starachowice, w którym występował do przerwy zimowej sezonu 1995/96, kiedy trafił do III-ligowego Granatu Skarżysko-Kamienna.

### Granat Skarżysko-Kamienna (1996)
Wiosną 1996 roku Sobczyński został nowym piłkarzem Granatu Skarżysko-Kamienna. Głównym powodem transferu był fakt, że był on młodzieżowym reprezentantem Polski i musiał występować na co najmniej III-ligowym szczeblu. Ostatecznie po sezonie 1995/96 wraz z drużyną zajął jedenaste miejsce w III lidze gr. lubelskiej.

### GKS Bełchatów (1996–2000)
Przed sezonem 1996/97 Adrian Sobczyński był testowany m.in. w Widzewie Łódź, który wówczas był hegemonem polskiej I ligi. Młody zawodnik wybrał jednak ofertę GKS-u Bełchatów, w którym miał możliwość szybszego przebicia do pierwszego składu. W Ekstraklasie zadebiutował w wieku 18 lat, 31 lipca 1996 roku w meczu z Sokołem Tychy. GKS przegrał tamten mecz 1:3, a jedyną bramkę dla bełchatowian strzelił właśnie Sobczyński.
Młody pomocnik rozegrał 20 meczów, w których strzelił 2 bramki. Jego zespół jednak zajął 15. miejsce w I lidze i musiał się pożegnać z najwyższą klasą rozgrywkową.
W kolejnym sezonie piłkarz nie mógł grać z powodu kontuzji. Po powrocie do zdrowia postanowił odbudować się w walczącym o utrzymanie w II lidze WKP Włocławek. Po rundzie jesiennej, w trakcie której wraz z zespołem zdobyli zaledwie 5 punktów i zajmowali ostatnie miejsce w tabeli, powrócił do GKS-u Bełchatów, z którym w tym samym sezonie awansował do Ekstraklasy.
W sezonie 1998/99 I ligi zagrał w jedynie 6 meczach, a jego GKS znów zajął 15. miejsce i pożegnał się z rozgrywkami Ekstraklasy. W kolejnym sezonie bezskutecznie wraz z zespołem próbowali powrócić do najwyższej ligi. Bełchatowski zespół zajął 4. miejsce w rozgrywkach II ligi.

### KSZO Ostrowiec Świętokrzyski (2000–2001)
W kolejnym sezonie Sobczyński przeniósł się do walczącego o awans do I ligi KSZO Ostrowiec Świętokrzyski. Ostatecznie ostrowiecki zespół wypełnił założenia przedsezonowe i z 2. miejsca w II lidze awansował do Ekstraklasy. Adrian Sobczyński był jedną z ważniejszych postaci w zespole Krzysztofa Tochla.

### Stal Stalowa Wola (2002–2003)
Po rundzie jesiennej sezonu 2001/02 spędzonej w GKS-ie Bełchatów, Sobczyński zdecydował się na przejście do III-ligowej Stali Stalowa Wola, której w rundzie wiosennej pomógł awansować do II ligi. Następnie przez cały sezon 2002/03 występował w ekipie beniaminka II ligi, który jednak nie zdołał się utrzymać.

### KSZO Ostrowiec Świętokrzyski i Stasiak Opoczno (2003–2005)
W kolejnym sezonie piłkarz trafił do KSZO Ostrowiec Świętokrzyski, w którym rozegrał rundę jesienną. Jednak przez ogromne długi, klub wycofał się z rozgrywek II ligi. Wówczas pomocnik przeniósł się do Stasiaka Opoczno, który wtedy był w trakcie przenosin do Ostrowca Świętokrzyskiego.
W sezonie 2003/04 w II lidze wraz z drużyną Stasiaka zajął 12. miejsce w II lidze i zwyciężył w barażach o utrzymanie. W kolejnym sezonie, już jako piłkarz KSZO Ostrowiec Świętokrzyski, rozegrał niemal wszystkie spotkania, a jego zespół zajął 10. miejsce w II lidze i doszedł do 1/8 finału Pucharu Polski.

### Heko Czermno (2005–2006)
Przed sezonem 2005/06 przeniósł się do beniaminka II ligi, Heko Czermno. W II lidze jego zespół zajął 12. miejsce, jednak nie utrzymał się po przegranych barażach ze Stalą Stalowa Wola.

### Ruch Chorzów (2006)
Kolejnym klubem reprezentowanym przez Sobczyńskiego był Ruch Chorzów, w którym po rozegraniu 5 meczów, doznał kontuzji mięśni brzucha, która wykluczyła go na niemal rok z gry w piłkę nożną.

### KSZO Ostrowiec Świętokrzyski i Pogoń Szczecin (2007–2010)
W sezonie 2007/08 trafił do KSZO Ostrowiec Świętokrzyski, gdzie w III lidze powracał do formy sprzed kontuzji. Razem z zespołem zajął 6. miejsce i wywalczył awans do nowej II ligi.
W kolejnym sezonie przeniósł się do II-ligowej Pogoni Szczecin, w której również wraz z drużyną wywalczył awans, tym razem do I ligi.
Nie pozostał jednak w szczecińskim klubie, lecz powrócił do KSZO, które również znalazło się w I lidze. W rundzie jesiennej grał niemal regularnie. Sytuacja piłkarza pogorszyła się w rundzie wiosennej, w której wystąpił jedynie w 2 meczach oraz kolejnej jesieni, gdy wystąpił jedynie w 3 meczach.

### Polonia Nowy Jork (2010–2011)
W wyniku małej ilości występów w ostrowieckim klubie, a także dzięki zaproszeniu prezesa polonijnego klubu z Nowego Jorku, Adrian Sobczyński wraz z Tomaszem Żelazowskim i Marcinem Dziewulskim w październiku 2010 roku przeniósł się z KSZO do Polonii Nowy Jork. W nowym klubie pomocnik grał przez kolejny rok.

### Orlicz Suchedniów (2012)
Przed rundą wiosenną sezonu 2011/12 piłkarz powrócił do Polski i znalazł zatrudnienie w III-ligowym Orliczu Suchedniów. Po rozegraniu jednej rundy rozstał się z zespołem.

## Kariera trenerska

### Kamienna Brody (2012–2016)
Kolejny sezon rozpoczął w występującej w lidze okręgowej Kamiennej Brody, której w 2013 roku został grającym trenerem. Najpierw utrzymał zespół w lidze okręgowej, a następnie razem z drużyną wywalczył historyczny awans do IV ligi w sezonie 2014/15. W IV lidze po bardzo dobrej rundzie jesiennej, druga odsłona rozgrywek nie była już tak udana i w maju 2016 roku szkoleniowiec odszedł z zespołu.

### Polonia Iłża (2016-)

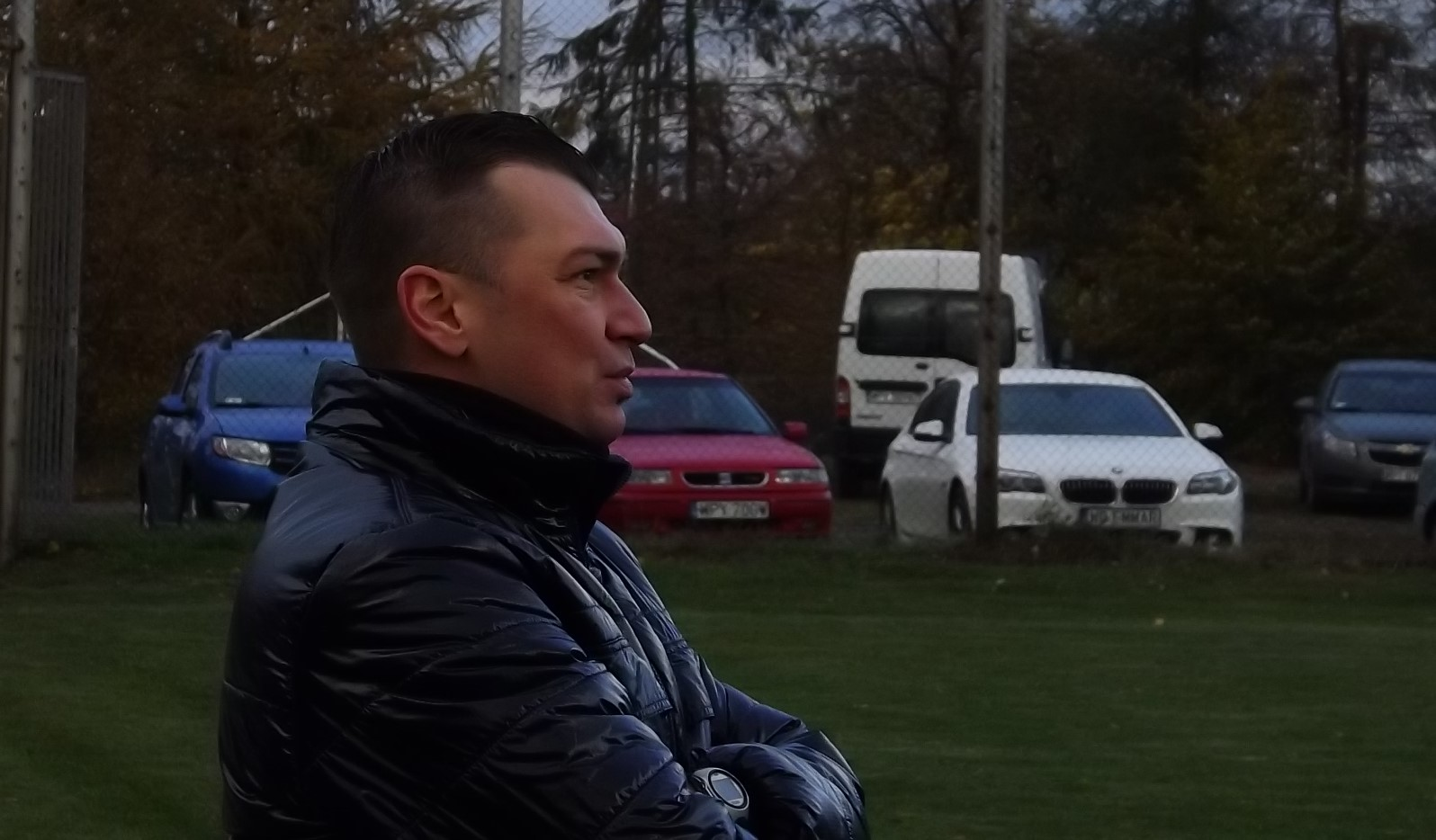
Adrian Sobczyński jako trener Polonii Iłża (2016)

7 września 2016 roku został trenerem występującej w radomskiej lidze okręgowej Polonii Iłża. Gdy zaczynał pracę, zespół zajmował ostatnie miejsce z 1 punktem po 5 kolejkach. Rundę jesienną zakończył z drużyną na 15. miejscu z 10 punktami.